# Hugo de Garis
Hugo de Garis (ur. 1947 w Sydney w Australii) – naukowiec zajmujący się nową gałęzią sztucznej inteligencji, określaną jako ewolucyjny/ewoluujący hardware, futurolog, zwolennik transhumanizmu.

## Życiorys
Urodził się w 1947 w Sydney. Studiował matematykę stosowaną oraz fizykę teoretyczną na uniwersytecie w Melbourne. Po studiach uczył matematyki w Cambridge. Następnie przez dziesięć lat pracował przy projektach informatycznych w Holandii, Belgii i Australii. Ostatecznie skupił się na badaniu sztucznej inteligencji.

## Kariera
Stał się znany w 1990 r. ze swoich badań nad algorytmami genetycznymi, które miały doprowadzić do wyewoluowania sieci neuronowych na bazie trójwymiarowych automatów komórkowych wewnątrz programowalnych układów FPGA. Takie podejście miało umożliwić zbudowanie „sztucznego mózgu”, którego inteligencja wkrótce prześcignęłaby ludzką, co mogłoby doprowadzić do pojawienia się problemu określanego w futurologii jako technologiczna osobliwość i związanych z nim zagrożeń dla całej ludzkości. Garis sugeruje, że sztuczna inteligencja mogłaby po prostu wyeliminować ludzi jako gatunek, i ludzie nie będą w stanie jej powstrzymać.
W latach 90. Garis twierdził, że do roku 2001 zbuduje sztuczny mózg zawierający miliard neuronów, który będzie w stanie symulować mózg kota. Na ten cel otrzymał grant w wysokości 4 mln dolarów, jednak wyniki nie były zadowalające. Po otrzymaniu dalszego 1 mln dolarów – gdy Garis odmówił dostarczenia działającego urządzenia – dalsze finansowanie zostało wstrzymane, a projekt został zamknięty.
W 2001 roku Garis przeniósł się ze swoimi pracami do laboratorium instytutu Starlb w Brukseli.